# Catocala sinuosa
Catocala sinuosa là một loài bướm đêm trong họ Erebidae.